# Nova comèdia
La nova comèdia va sorgir durant el període hel·lenístic, amb característiques pròpies, en un moment en què el gènere teatral de la tragèdia desapareixia. Al contrari, la comèdia va tenir un gran renaixement, al qual els antics van anomenar així: nova comèdia. Aquestes obres són peces de costums que es van estendre per tot l'Orient hel·lenístic amb grans èxits. Les característiques i estructura van canviar respecte a la comèdia anterior, anomenada comèdia antiga.

## Nova estructura i temes
La forma de la comèdia nova hel·lenística va canviar respecte a la que va vigir en el segle iv aC. Van desaparèixer el cor i la paràbasi; l'argument es dividia en actes i es va establir un pròleg que recitava algun personatge al·legòric, i on l'autor presentava les seves opinions.
El tema principal solia ser-ne l'amor, amb tota classe de contrarietats al llarg de la representació, i s'arribava sempre a un final feliç. Els caràcters dels personatges eren el resultat d'un minuciós estudi i van augmentar en nombre, fins i tot arribaren a ser 44 personatges: nou d'ancians i adults, 17 de dones, 11 de joves i 7 d'esclaus. El to general de l'obra va continuar sent alegre, utilitzant la parla familiar de gent comuna, com soldats, cuiners o esclaus que es veien sempre immersos en situacions còmiques i de vegades grotesques. Els personatges reflectien la vida quotidiana, i parlaven del menjar i del beure, amb detalls sobre la cuina i les festes i donava el protagonisme als cuiners, als paràsits i a les cortesanes, encara que també s'hi troba la paròdia mitològica, la ridiculització de poetes contemporanis i els atacs furibunds contra els polítics. Introduïen també a l'obra frases sentencioses, i el seu llenguatge era directe, sense retòrica.

### Els personatges[1]
Apareixen aquests nous personatges:
- Criat mandrós, però bon servidor del seu amo
- Serfs de la gleva, és a dir, esclaus agregats a una heretat que continuaven mantenint aquest estat en canviar d'amo
- Vella dida
- Home avar
- Tutor lladre
- Joveneta beata
- Cortesana

Un d'aquests personatges es transformava sovint en el graciós de la història, com va ocórrer més tard en les comèdies de Molière i de Tirso de Molina.

## Autors
Els més excel·lents van ser: Dífil, Filemó (361 aC- 264 aC), Linceu de Samos, Filípides d'Atenes. Posídip, Apol·lodor de Carist i sobretot Menandre d'Atenes, conegut entre els erudits de l'Imperi Romà d'Orient com «l'estrella de la nova comèdia». Va ser autor de gairebé 110 comèdies.

## Nova comèdia en l'art
Han arribat fins als nostres dies infinitat de relleus on es mostra alguna escena d'aquest gènere, un mim, un histrió engalanat amb garlandes de flors o altres personatges. També existeixen petites figuretes de ceràmica que donen una perfecta visió del personatge que representen, de bergants comediants i fins i tot familiars. Moltes d'aquestes obres estan recollides als museus de Berlín, Atenes i Múnic.